# Keshopersad Gangaram Panday
Keshopersad (Kesho) Gangaram Panday (2 mei 1960) is een Surinaams politicus. Hij werkte 33 jaar lang voor het Korps Politie Suriname, waaronder van 2005 tot 2014 als buurtmanager in Paramaribo. Hij was een prominent lid van de Vooruitstrevende Hervormings Partij (VHP) en stapte in 2014 over naar de Nationale Democratische Partij (NDP). Voor de laatste partij deed hij in 2015 mee aan de verkiezingen. Hij werd niet direct gekozen, maar schoof enkele maanden na de verkiezingen door toen er een plaats vrijkwam in De Nationale Assemblée (DNA).

## Biografie

### Politiefunctionaris
Gangaram Panday werd geboren in het district Saramacca. Op zijn negentiende verliet hij het Natuur Technisch Instituut voor een baan als prijscontroleur bij het ministerie van Economische Zaken. Negen maanden later ging hij verder als kassier voor het districtscommissariaat van Saramacca. De politiecommandant aldaar stimuleerde hem om bij het Korps Politie Suriname te gaan werken. Hij startte een training bij de politie op 1 februari 1982 en werd al na twee weken ingezet in het binnenland, toen Soerinder Rambocus een tegencoup tegen het militaire bewind onder Desi Bouterse had gepleegd. Tot 2014 werkte hij bijna 33 jaar bij de politie in meerdere functies. Na een training door Nederlandse politiefunctionarissen in 2005 werd hij benoemd tot buurtmanager (Chef van Dienst, CvD) op het Bureau Nieuwe Haven in Paramaribo. In deze functie had hij de zorg over de veiligheid van dit deel van de stad. Samen met de regering bracht hij de Kwaku Markt tot stand, waarmee straatventers uit de illegaliteit werden gehaald.

### VHP
Hij was een prominent lid van de VHP. Zijn voorouders waren medeoprichters geweest van de partij. Begin jaren 2010 was hij een van de leden van het VHP Collectief, een groep die samenwerkte met de vernieuwingsbeweging van de VHP en ontevreden VHP'ers. In deze tijd steunde hij Chan Santokhi in de strijd om het partijvoorzitterschap met Radjkoemar Randjietsingh.

### NDP
Toen hij in september 2014 overwoog om met pensioen te gaan, werd hij uitgenodigd door president Bouterse die hem verzocht te blijven werken voor de overheid. Toen Gangaram Panday geen baan op een ander ministerie wilde accepteren, bood Bouterse hem een adviesfunctie aan in het Kabinet van de President. Op dat moment was hij nog lid van de adviesraad van de VHP. Aan de VHP stelde hij vervolgens een ultimatum tot 13 oktober, de verjaardag van Bouterse, waarin hij zijn partij opriep de samenwerking aan te gaan met de NDP. In tegenstelling daartoe, werd op het partijcongres van de VHP een motie aangenomen tegen VHP'ers die het imago van de partij beschadigen. Nog voordat de motie werd ingevuld, zegde Gangaram Panday op 13 oktober het lidmaatschap van de VHP op en werd lid van de NDP.
Tijdens de verkiezingen van 2015 kwam Gangaram Panday op de lijst van de NDP voor Paramaribo te staan. Hij werd niet direct gekozen, maar schoof door naar DNA toen Ashwin Adhin werd verkozen tot vicepresident van Suriname.

### Stellingname in debat over geweldpleging
In oktober 2018 kwam hij in aanvaring met parlementsvoorzitter en partijgenoot Jennifer Geerlings-Simons. Tijdens het debat beweerde hij dat de schuld meer bij vrouwen dan bij mannen gezocht moet worden bij geweldpleging binnen relaties. Hij deed zijn beweringen op basis van zijn ervaring in het politiewerk. Simons ageerde sterk daartegen en baseerde zich op haar twintig jaar ervaring als arts. Gedrag van geen enkel persoon mag aanleiding geven geweld toe te passen, zo stelde Simons. In Suriname is er eind jaren 2010 sprake van een toename in het geweld tegen vrouwen. Ondanks de ophef in DNA en de samenleving deed de NDP geen afstand van de uitspraken van Gangaram Panday. Een half jaar later, in april 2019, keurde hij in DNA geweld van leerkrachten tegen leerlingen af, waarbij hij aantekende dat de schuldvraag niet alleen bij de leerkrachten gelegd zou moeten worden.